# Tsuguharu Foujita
Léonard Tsuguharu Foujita (tên tiếng Nhật: 藤田嗣治) thường gọi: Fujita Tsuguharu) là một họa sĩ người Pháp gốc Nhật Bản được nhiều người nhắc đến do sử dụng phương pháp vẽ tranh truyền thống của Nhật Bản theo phong cách phương Tây, đã được đánh giá là "nghệ sĩ Nhật Bản quan trọng nhất làm việc ở phương Tây thế kỷ 20", nổi tiếng nhất là lĩnh vực tranh khắc (printmaker) và tranh mực, cũng còn được mệnh danh là "hoạ sĩ vẽ mèo" đẹp nhất thế giới.
Ấn phẩm của ông nhan đề "Sách về Mèo" (Book of Cats) được Covici Friede xuất bản ở New York năm 1930, với 20 bản vẽ khắc là một trong 500 cuốn sách hiếm có hàng đầu thế giới đương thời về chủ đề này đã được xuất bản.

## Tiểu sử

### Giáo dục
Foujita Tsuguharu sinh ngày 27 tháng 11 năm 1886 ở Tokyo. Hồi nhỏ, Foujita học ở Nhật Bản, ham thích hội hoạ. Ngay sau khi tốt nghiệp trung học, Foujita muốn du học tại Pháp, nhưng theo lời khuyên của Mori Ōgai là bạn của cha mình, Foujita quyết định học nghệ thuật hội hoạ phương Tây ở Nhật Bản trước.
Năm 1904, Foujita theo học tại xưởng hoạ của Honda Kinkichiro. Năm 1905 thi đỗ vào trường đại học Mỹ thuật và Âm nhạc Quốc gia Tokyo. Năm 1910 (khi 24 tuổi), Foujita tốt nghiệp trường này dưới sự dẫn dắt của giáo sư Seiki Kuroda, tốt nghiệp từ trường Mỹ thuật Quốc gia Paris.
Ba năm sau, Foujita đến Montparnasse ở Paris. Khi mới đến Pháp, Foujita không hề quen biết ai. Nhưng ở Montparnasse hồi đó được hiểu như là "phố cà-phê của các nghệ sỹ", đã nhanh chóng gặp gỡ và làm quen với hoạ sỹ Pháp Amedeo Modigliani, hoạ sỹ Nga gốc Pháp Chaim Soutine và hoạ sỹ Pháp Fernand Léger v.v. Từ đó, trở thành quen biết và là bạn của các danh hoạ Juan Gris, Pablo Picasso và Henri Matisse chỉ vài tháng sau.

### Kết hôn
Người vợ đầu tiên của Foujita là Tomiko Tokita (鴇田登美子, cũng gọi là Tokita Tomiko) một giáo viên trung học tại một trường nữ sinh thuộc tỉnh Chiba, kết hôn năm 1912, một năm trước khi Foujita đi Paris. Nhưng 4 năm sau đã ly dị.
Ở Pháp, vào khoảng tháng 3 năm 1917 tại Café de la Rotonde, thì Foujita gặp một thiếu nữ là Fernande Barrey (hình bên). Chỉ 13 ngày sau đó họ thành hôn.

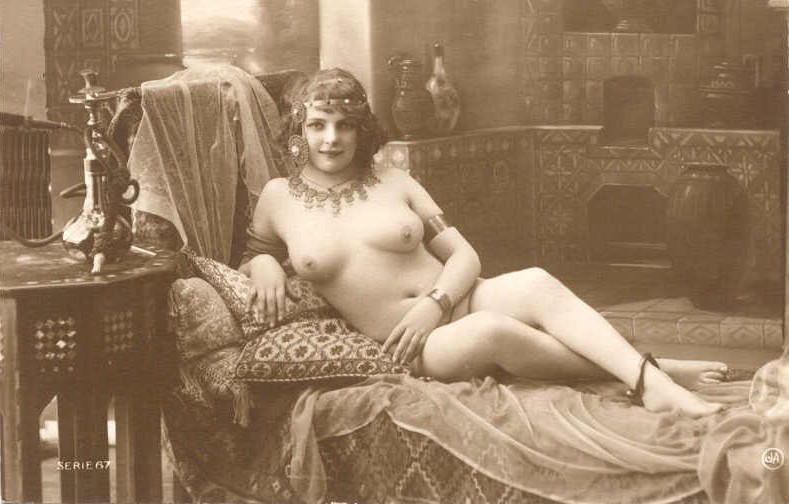
Fernande Barrey (vẽ khoảng 1910−1917).

Năm 1921, Foujita quen biết người đẹp Lucie Badoul, mà Foujita gọi là "Bông hồng tuyết" (Rose Snow), rồi cô trở thành người vợ thứ ba của hoạ sĩ. Tuy nhiên, sau này "Bông hồng tuyết" trở thành người yêu rồi là vợ của nhà thơ siêu thực nổi tiếng đương thời là Robert Desnos.
Năm 1931, ông cưới Madeleine Leqeux là vũ nữ và người mẫu tại Casino de Paris, đã cùng ông hai năm ở Châu Mỹ La Tinh.
Năm 1936, bà Madeleine mất tại Tokyo. Sau đó, ông gặp và cưới người vợ cuối cùng là Kimiyo Horiuchi người Nhật Bản.

## Sự nghiệp
Trong vòng một vài năm đầu khởi nghiệp, đặc biệt sau các triển lãm tác phẩm của mình năm 1918, Foujita nổi tiếng là họa sĩ của phái đẹp và họa sĩ chuyên vẽ mèo bằng thủ pháp rất độc đáo. Foujita là một trong số ít những nghệ sĩ ở Montparnasse đã kiếm được nhiều tiền trong những năm khởi nghiệp, đặc biệt là vào lúc đó Chiến tranh thế giới thứ nhất mới kết thúc không lâu.

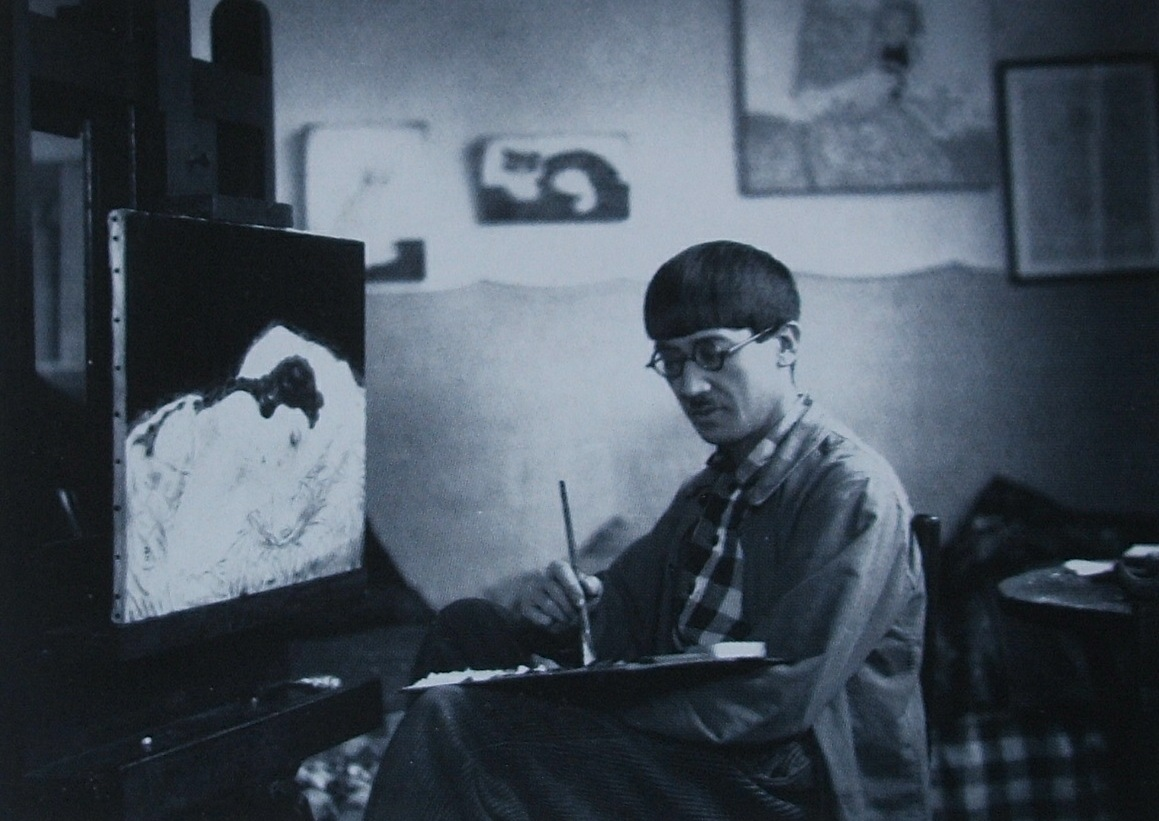
Họa sĩ đang làm việc

Bởi vậy, rất dễ hiểu là tại địa chỉ nhà số 5 phố Delambre ở Montparnasse mà Foujita sở hữu không chỉ có xưởng vẽ (studio) riêng đầu tiên, mà còn được lắp đặt phòng tắm rất hiện đại vào thời đó với bồn tắm nước nóng. Nhiều người mẫu đã đến chỗ Foujita không chỉ để làm mẫu cho hoạ sĩ vẽ, mà còn để tận hưởng sự sang trọng quý phái này, trong đó có Man Ray, Kiki, thậm chí đã mạnh dạn làm mẫu vẽ khỏa thân ở ngoài trời. Một chân dung của Kiki có tựa đề "Reclining Nude with Toile de Jouy" năm 1922 đã bán được hơn 8.000 franc. Đến năm 2013, bức tranh được bán tại Christie ở New York với giá hơn 1,2 triệu đôla ($ 1,205,000).
Một số nét trong đời tư và một số tác phẩm của Foujita ở Montparnasse đã được dựng thành phim "Tableaux de Paris" xuất bản năm 1929.
Sau khi chia tay với "Bông hồng tuyết", ông đến Brazil năm 1931, tham quan, du lịch kết hợp sáng tác hầu như khắp Châu Mỹ Latinh, đồng thời kết hợp triển lãm tranh của mình. Tại Buenos Aires, khoảng 60.000 người đã xem triển lãm của ông, và hơn 10.000 người xếp hàng để lấy chữ ký của ông.
Năm 1932, ông sáng tác một tác phẩm cho Pax Mundi, đó là cuốn sách lớn do Liên Hợp Quốc ấn hành góp phần chống chiến tranh và xây dựng hòa bình trên toàn thế giới.

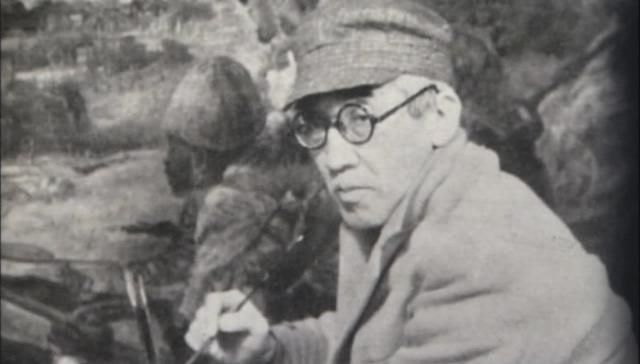
Họa sĩ quân đội, ảnh chụp khoảng 1938 - 1942

Từ năm 1938, ông chuyển đến Trung Hoa Dân Quốc trong Chiến tranh Trung-Nhật với tư cách là một họa sĩ quân đội cùng với Ryohei Koiso trong một năm, và trở lại Nhật Bản vào năm 1939, rồi trở về Paris. Khi Đại chiến thứ hai bùng nổ, ông buộc phải rời Paris ngay trước khi thành phố bị Đức chiếm đóng để  quay trở lại Nhật Bản một lần nữa. Sau đó, ông trở thành chủ tịch của Hiệp hội Nghệ thuật Quân đội tại Nhật Bản, sáng tác một số tranh về chủ đề chiến tranh. Trong thời gian này, ông đã viết các tác phẩm như "Battle of Khalkhyn Riverside" (Trận Khalkhin) và "Battle of Attu Island" (Trận đảo Attu). Đến năm 1949, ông đã rời Nhật Bản trở về Pháp. Đến năm 1955, ông  chính thức trở thành công dân Pháp, sau đó từ bỏ quốc tịch Nhật Bản. Khi trở về Pháp một thời gian Foujita chuyển sang Công giáo, rửa tội tại Nhà thờ Reims ngày 14 tháng 10 năm 1959, nhận ông René Lalou làm cha đỡ đầu còn bà Françoise Taittinger làm mẹ đỡ đầu. Có lẽ điều này đã dẫn đến tác phẩm lớn cuối cùng của ông hồi đã 79 tuổi là thiết kế, xây dựng và trang trí của Nhà nguyện Foujita trong các nhà vườn của cha đỡ đầu ở Reims. Công việc này ông đã hoàn thành năm 1966, không lâu trước khi ông qua đời (hình 3).
Vào năm 1941, Foujita được phong hội viên Hàn lâm viện Mỹ thuật hoàng gia và được cử đi các nước Đông Dương như một tuỳ viên văn hoá của Nhật. Ông có dự triển lãm tranh tại Hà Nội với tư cách này.
Năm 1949 ông sang Hoa Kỳ, giảng dạy tại Brooklyn Art School, tổ chức một số triển lãm của riêng ông tại New York.
Tsuguharu Foujita qua đời vì bệnh ung thư vào ngày 29 tháng 1 năm 1968, ở Zürich và được chôn cất tại Cimetière de Villiers-le-Bâcle, tỉnh Essonne. Đến năm 2003, lễ tang của ông được tái tổ chức tại Nhà nguyện Foujita, và ông được an táng ở vị trí mà ông dự định ban đầu khi xây dựng nhà nguyện này (hình 4).
Ngày nay, các tác phẩm của Foujita có thể được tìm thấy tại Bảo tàng Nghệ thuật Bridgestone và Bảo tàng Nghệ thuật Đương đại ở Tokyo, và hơn 100 tác phẩm tại Bảo tàng Nghệ thuật Hirano Masakichi ở Akita.

## Tác phẩm chính
- Chân dung thiếu nữ (Anna Zborowska), 1918.
- Khỏa thân, 1922,
- Chân dung trong xưởng vẽ, 1926
- Quán rượu ở Saint-Germain-des-Prés, 1958.
- Cô gái và giỏ quả, 1960.
- Hai người bạn, 1926.
- Cô gái và sư tử, 1930. v.v.
- Cô gái và sư tử, 1930. v.v.

Hình 3: Nhà nguyện Đức Bà, ở Reims do Léonard Foujita trang trí.Hình 3: Nhà nguyện Đức Bà, ở Reims do Léonard Foujita trang trí.
Hình 4: Nơi an táng cuối cùng của Foujita.Hình 4: Nơi an táng cuối cùng của Foujita.
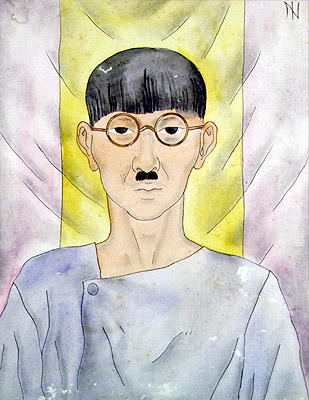
Tự họa